# Полигамия в Бутане
Полигамия в Бутане — практика, широко распространённая в Бутане наряду с полиандрией и не являющаяся незаконной, хотя полигамные браки не признаются гражданским правом этой страны. Для вступления в полигамный брак требуется согласие первой супруги.

## Распространенность
Полигамия наиболее распространена на юге Бутана, но встречается и в других его регионах. В обществе эта практика поддерживается и в основном не осуждается, хотя правительство фиксирует некоторую потерю популярности подобных союзов с начала 2000-х годов преимущественно из-за экономических трудностей, связанных с содержанием больших семей.

## Влияние
Учитывая распространённость в Бутане ранних браков, сложный развод и малую защищенность женщин в целом, а также широкое распространение проституции (нелегальной, но практически не преследуемой властями в ряде регионов), полигамию в Бутане связывают с нарушениями прав женщин.